# Юголок
Юголок — село в Усть-Удинском районе Иркутской области России. Административный центр Юголокского муниципального образования.

## География
Село находится на расстоянии примерно 25 км к северо-востоку от посёлка Усть-Уда, административного центра района.

## Население
| 2002 | 2010 | 2011 | 2012 |
| ---- | ---- | ---- | ---- |
| 890  | ↘687 | ↘683 | ↘658 |

### Гендерный состав
По данным Всероссийской переписи, в 2010 году в селе проживало 687 человек (336 мужчин и 351 женщина).